# Daniel Stern
Daniel Jacob Stern (Bethesda, 28 augustus 1957) is een Amerikaans film- en televisieacteur. Hij is bekend van zijn rollen in C.H.U.D, City Slickers en de eerste twee Home Alone-films, en als de verteller voor de tv-serie The Wonder Years.

## Persoonlijk leven
Stern is sinds 1981 getrouwd met Laure Mattos, samen hebben zij drie kinderen.

## Filmografie
- Starting Over (1979)
- Breaking Away (1979)
- It's My Turn (1980)
- One Trick Pony (1980)
- Stardust Memories (1980)
- A Small Circle of Friends (1980)
- Honky Tonk Freeway (1981)
- I'm Dancing as Fast as I Can (1982)
- Diner (1982)
- Get Crazy (1983)
- Blue Thunder (1983)
- The Ratings Game (1984)
- Frankenweenie (1984)
- C.H.U.D. (1984)
- Samson and Delilah (1984)
- Hometown (1985) Televisieserie
- Key Exchange (1985)
- The Boss' Wife (1986)
- Hannah and Her Sisters (1986)
- Born in East L.A. (1987)
- The Milagro Beanfield War (1988)
- D.O.A. (1988)
- Weekend War (1988)
- The Wonder Years (1988 tot 1993) Televisieserie
- Little Monsters (1989)
- Leviathan (1989)
- Friends, Lovers, & Lunatics (1989)
- Home Alone (1990)
- The Court-Martial of Jackie Robinson (1990)
- My Blue Heaven (1990)
- Coupe de Ville (1990)
- City Slickers (1991)
- The Simpsons, Three Men and a Comic Book (1991) Televisieserie
- Home Alone 2: Lost in New York (1992)
- SeaQuest DSV (1993) Televisieserie
- Rookie of the Year (1993)
- City Slickers II: The Legend of Curly's Gold (1994)
- Bushwhacked (1995)
- Celtic Pride (1996)
- Gun (1997) Televisieserie
- Hey Arnold! (1997) Televisieserie
- Very Bad Things (1998)
- Tourist Trap (1998)
- Dilbert (1999) Televisieserie
- Partners (1999)
- How to Kill Your Neighbor's Dog (2000)
- Danny (2001) Televisieserie
- Viva Las Nowhere (2001)
- Regular Joe (2003) Televisieserie
- The Last Full Measure (2004)
- A Previous Engagement (2005)
- Bachelor Party Vegas (2006)
- Otis (2008)
- Monk (2009) Televisieserie
- Whip It! (2009)

- Bibsys: 99000065
- Biblioteca Nacional de España: XX1126425
- Bibliothèque nationale de France: cb140305868 (data)
- Gemeinsame Normdatei: 141175532
- International Standard Name Identifier: 0000 0001 1030 4524
- Library of Congress Control Number: n94122690
- Nationale Bibliotheek van Tsjechië: xx0078313
- Nationale Bibliotheek van Israël: 987007436797905171
- Nederlandse Thesaurus van Auteursnamen: 147337941
- SNAC: w64n1smk
- Système universitaire de documentation: 059079576
- Virtual International Authority File: 85815416
- WorldCat: E39PBJcC4v4RfDR83rvqbMrcyd